# Soupiska české fotbalové reprezentace na Mistrovství Evropy 2000
Česká fotbalová reprezentace na mistrovství Evropy v 2000 v Nizozemsku a Belgii nepostoupila ze základní skupiny.
| Brankáři      | Ladislav Maier    | Rapid Vídeň            |
|               | Pavel Srniček     | Sheffield Wednesday FC |
|               | Jaromír Blažek    | AC Sparta Praha        |
| Obránci       | Milan Fukal       | AC Sparta Praha        |
|               | Petr Gabriel      | AC Sparta Praha        |
|               | Jiří Novotný      | AC Sparta Praha        |
|               | Karel Rada        | SK Slavia Praha        |
|               | Tomáš Řepka       | AC Fiorentina          |
|               | Petr Vlček        | SK Slavia Praha        |
| Záložníci     | Radek Bejbl       | Atlético Madrid        |
|               | Patrik Berger     | FC Liverpool           |
|               | Tomáš Rosický     | AC Sparta Praha        |
|               | Pavel Horváth     | SK Slavia Praha        |
|               | Marek Jankulovski | Baník Ostrava          |
|               | Karel Poborský    | Benfica Lisabon        |
|               | Pavel Nedvěd      | Lazio Řím              |
|               | Radoslav Látal    | FC Schalke 04          |
|               | Jiří Němec        | FC Schalke 04          |
| Útočníci      | Jan Koller        | Anderlecht Brusel      |
|               | Pavel Kuka        | VfB Stuttgart          |
|               | Vratislav Lokvenc | AC Sparta Praha        |
|               | Vladimír Šmicer   | FC Liverpool           |
| Hlavní trenér | Jozef Chovanec    | Jozef Chovanec         |